# Irvin Lukežić
Irvin Lukežić (Rijeka, 13. travnja 1961.) sveučilišni je profesor i književnik koji piše o povijesti i književnosti Rijeke, Kvarnera i gradišćanskih Hrvata.

## Životopis
Diplomirao je 1983. kroatistiku na Filozofskome fakultetu u Rijeci. Na istome fakultetu trenutno u funkciji redovitog profesora predaje kolegije starije hrvatske književnosti, hrvatske kulture i civilizacije. Magistrirao je na Filozofskome fakultetu u Zagrebu 1992. godine s radom Književne teme u hrvatskoj periodici istarsko-kvarnerskog kruga (1900-1914). Na istome fakultetu obranio je 1996. doktorat pod naslovom Proza u gradišćanskih Hrvata.

## Djela
Piše publicističke, stručne i esejističke radove na područjima književnosti, povijesti i etnologije. Svoje radove objavljuje u brojnim domaćim publikacijama poput: Dometi, Forum (časopis), Hrvatska revija i dr.
Neke od knjiga koje je objavio su: 
- Fijumanske priče, Rijeka, 1991.
- Grobnički biografski leksikon, Rijeka 1994.
- Mario Schittar, Rijeka 1995.
- Ivan Fiamin, Rijeka, 1996.
- Gradiščansko hrvatska književnosti, Vinkovci, 1998.
- Ogledalo baščinsko, Rijeka 2006.
- Robert Whitehead – engleski tvorničar torpeda iz Rijeke, Rijeka, 2010.
- Fran Kurelac i riječke slovinske knjige, Rijeka, 2021.